# Лозинський Мирон Онуфрійович
Мирон Онуфрійович Лозинський (22 серпня 1933, Куликів — 19 січня 2011, Київ) — український учений у галузі хімії біологічно активних речовин, доктор хімічних наук (з 1973 року), професор (з 1988 року), член-кореспондент АН УРСР (з 1990 року), академік Національної академії наук України (з 7 квітня 2000 року). Директор Інституту органічної хімії НАН України.

## Біографія
Народився 22 серпня 1933 року в селищі міського типу Куликові (нині Жовківського району Львівської області). В 1956 році закінчив хіміко-технологічний факультет Львівського політехнічного інституту. З 1956 по 1958 рік працював у місті Рубіжному Ворошиловградської області (науково-дослідний інститут органічних продуктів і барвників). З 1958 року — в Інституті органічної хімії АН УРСР:
- в 1958—1961 роках — аспірант;
- в 1961—1965 роках — молодший науковий співробітник;
- в 1965—1971 роках — старший науковий співробітник;
- в 1971—1975 роках — начальник відділу моделювання технологічних процесів органічного синтезу Дослідного виробництва;
- в 1975—1980 роках — начальник центральної заводської лабораторії;
- з 1980 року — завідувач відділу хімії БАР;
- в 1983—1998 роках — заступник директора з наукової роботи;
- з 1998 року — директор інституту.

Могила Мирона Лозинського

Помер 19 січня 2011 року. Похований в Києві на Байковому кладовищі (ділянка № 49а).

## Наукова і громадська діяльність
Автор 4 монографій, 370 наукових праць, отримав 270 авторських свідоцтв та патентів на винаходи, 44 з яких впроваджено у виробництво. Основні наукові праці присвячені питанням органічної хімії і технології тонкого органічного синтезу, реакціям рециклізації, хімії гетероциклічних сполук і конденсованих O-, N-, S-вмісних гетероциклічних систем, з'ясуванню природи взаємозв'язку будови органічних сполук і характеру біологічної дії та створення на цій основі нових лікарських субстанцій.
Під керівництвом і за безпосередньою участю М. О. Лозинського створено 12 нових марок термостабілізаторів та пластифікаторів полімерних композицій на основі полівінілхлориду, впроваджено у практику охорони здоров'я лікарські препарати Адемол, Амбен, Беміти, Бефол, Мебіфон, Декометоксин, Етоній.
Під його співкерівництвом захищено 11 кандидатських і одна докторська дисертації.
Був головним редактором «Журналу органічної і фармацевтичної хімії», заступником головного редактора «Українського хімічного журналу», членом редакційних колегій «Журнала органической химии» (Росія), «Фармацевтичного журналу», «Вісника фармації», «Ukrainica Bioorganica Acta».

## Відзнаки
Заслужений діяч науки і техніки України (з 2008 року), Почесний доктор Львівської політехніки (з 2006 року), заслужений винахідник УРСР (з 1982 року).
Нагороджений почесними грамотами Президії Верховної Ради УРСР (1988), Президії АН України та ЦК профспілки працівників АН України (1983), орденом «За заслуги» III ступеня (2004), золотою медаллю за внесок у науку і наукове партнерство (Росія, 2002).